# Szilas-patak (Duna)
A Szilas-patak egy, a Gödöllői-dombságból eredő és Budapest Káposztásmegyer nevű részében a Dunába torkolló magyarországi patak. A folyam balparti mellékvize.

## Leírása
A patak két forrásból ered, az egyik a Kerepestől nyugatra található Látó-hegy, míg a másik a Kerepestől délkeletre álló Hüdői-hegy lába. Kerepesen leginkább Malom-pataknak hívják, Rákospalota környékén Palotai-pataknak nevezték.
Útja során Kerepes Szilasliget nevű részéből kiindulva keresztülhalad Kistarcsa, majd Nagytarcsa belterületén, ahonnan egy éles kanyarral Cinkota felé veszi az irányt. Az M0 gyorsforgalmi út alatt áthaladva éri el Budapest XVI. kerületét, ahol az 1978-ban, mesterségesen kialakított Naplás-tóba torkollik. Innen egy mesterséges lefolyó indítja további útjára, a Caprera-patak becsatlakozásával Mátyásföldön, Rákospalotán és Káposztásmegyeren folyik keresztül, ahol a Megyeri-erdő alatt beleömlik a Mogyoródi-patak. Onnan mintegy másfél kilométer megtétele után, nem messze a Megyeri hídtól végül a Dunába torkollik. Vízhozama Nagytarcsa területén 0,14 – 0,16 m³/s.
A Rákos-patakon 1963-ban levonult katasztrofális árvíz után nagyszabású mederrendezést hajtottak végre a Rákos- és a Szilas-patak mentén. Ennek folyományaként jött létre a Naplás-tó és a rákospalotai szakaszán szilárd burkolatú medret kapott a Szilas-patak. A beavatkozás szükségességét Rákosszentmihály partközeli lakott területei mellett a Rákospalota központjában épülő Énekes utcai lakótelep, valamint a Káposztásmegyeri lakótelep nagyberuházása is indokolta.

## Élővilága

### Flórája
A Szilas-patak mentén a következő növények találhatóak meg: zsombéksás (Carex elata), bugás sás (Carex paniculata), csőrös sás (Carex rostrata), kisfészkű hangyabogáncs (Jurinea mollis), fekete ribiszke (Ribes nigrum).
A patak mentén több, különböző mértékben védett terület alakult ki. A Naplás-tó és környéke 1997, a XV. kerületben található Szilas-tó (Nevesincs-tó) és tanösvény 2019 óta természetvédelmi terület, hozzá közel a Turjános erdő pedig 1999 óta áll fővárosi védelem alatt. 